# Orbishöhe von Auerbach und Zwingenberg
Die Orbishöhe von Auerbach und Zwingenberg ist ein Naturschutzgebiet in Zwingenberg und Auerbach im Landkreis Bergstraße.

## Das Naturschutzgebiet
Das Naturschutzgebiet mit einer Größe von 6,39 Hektar wurde 1988 unter Schutz gestellt.
Es handelt sich um Teile der Gemarkung „Auf der großen Höhe“ von Zwingenberg und „Im Brunnenweg“ von Auerbach. Es handelt sich um das Steinbruchgelände der Orbishöhe und die angrenzenden Hangterrassen und Waldgebiete. Der Grund für die Einrichtung des Naturschutzgebietes war das Vorkommen mehrerer seltener und bedrohter Pflanzenarten in einzigartiger Vegetationszusammensetzung.
Das Naturschutzgebiet ist Teil des Natura2000-Gebietes "Kniebrecht, Melibocus und Orbishöhe bei Seeheim-Jugenheim, Alsbach und Zwingenberg" (FFH-Gebiet 6217-305).

## Der Flurname
Der Flurname An der Orbishöhe ist seit dem 19. Jahrhundert überliefert.

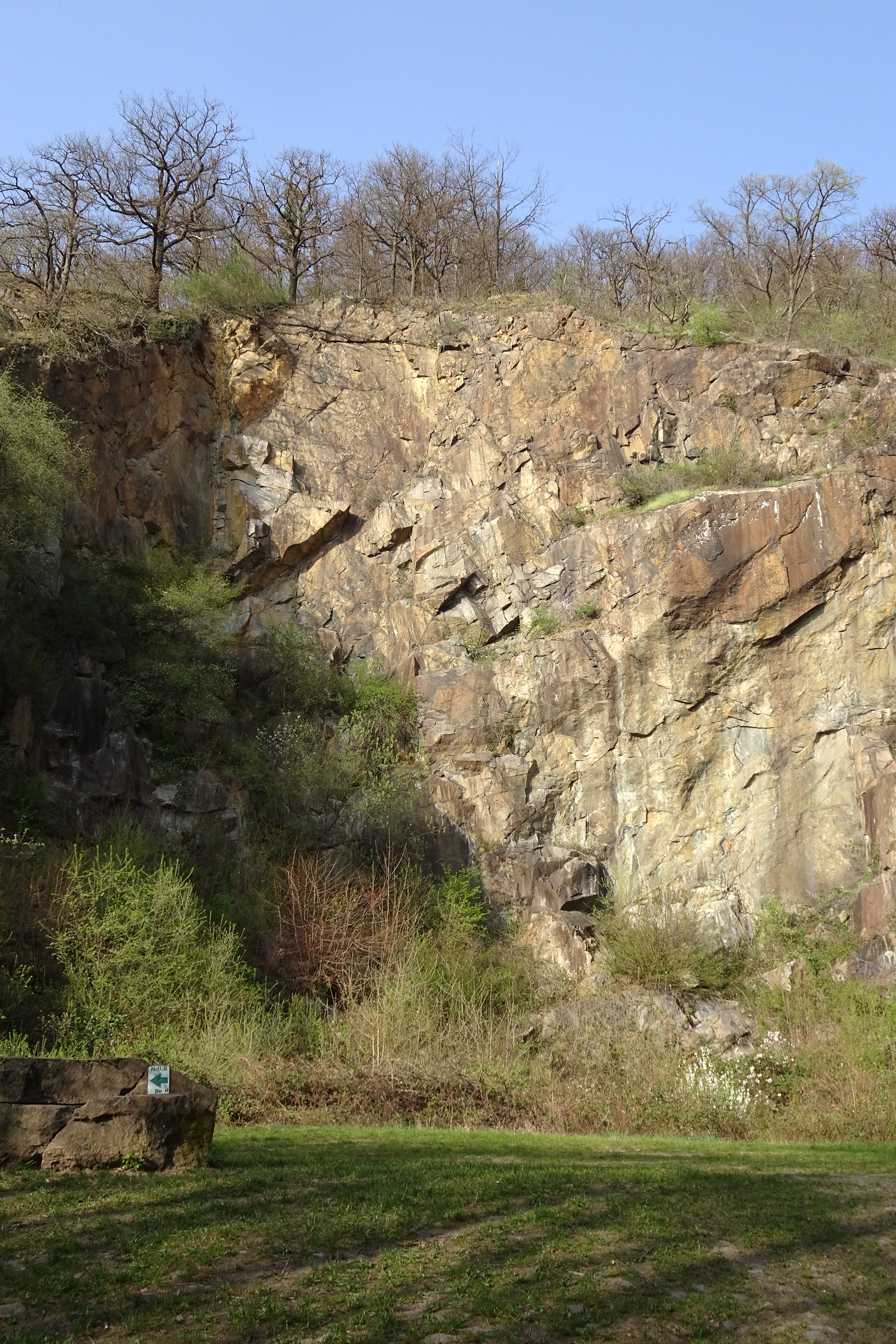
Steinbruch an der Orbishöhe (2021)
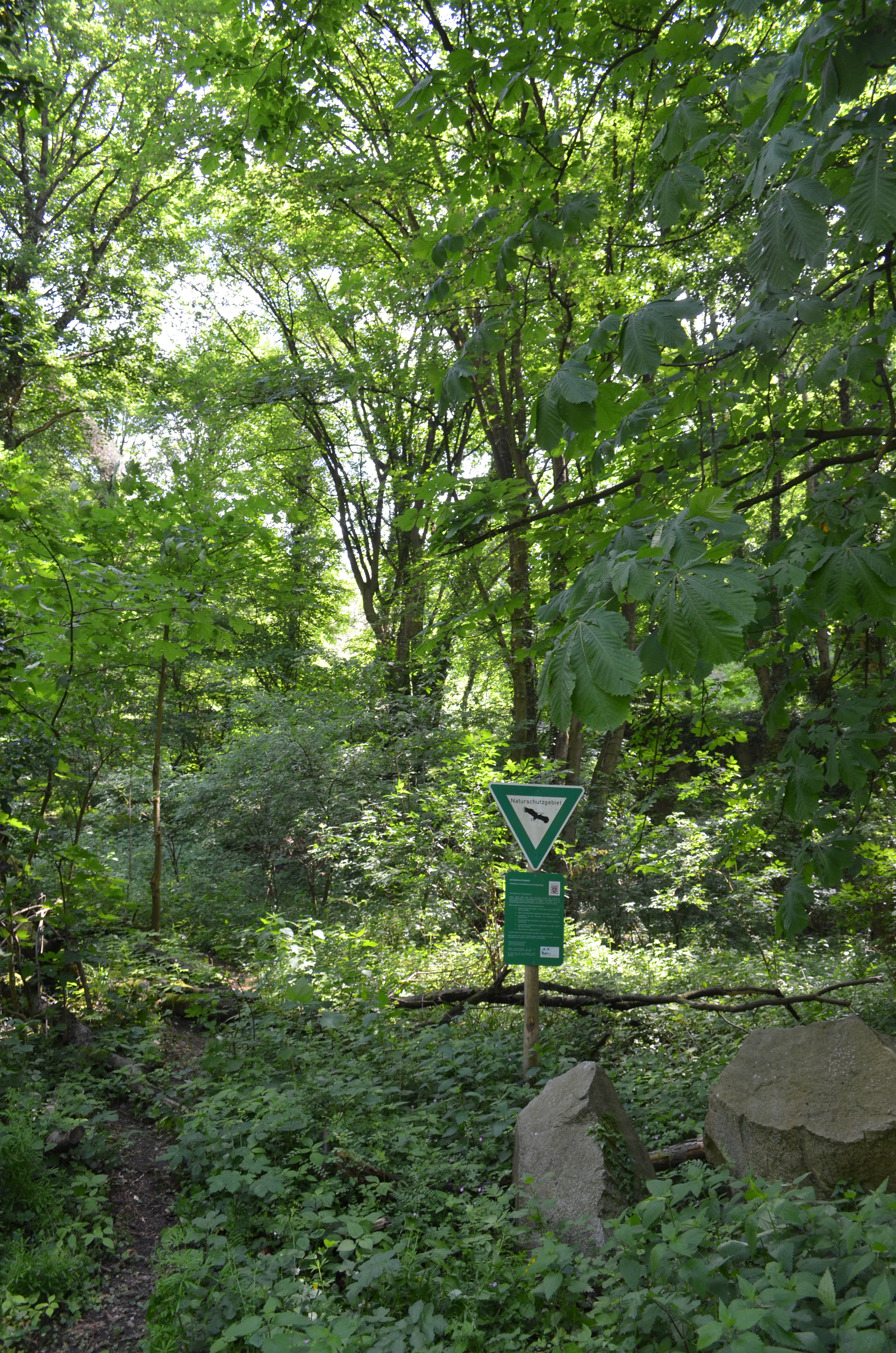
Wald am Steinbruch Orbishöhe  (2017)
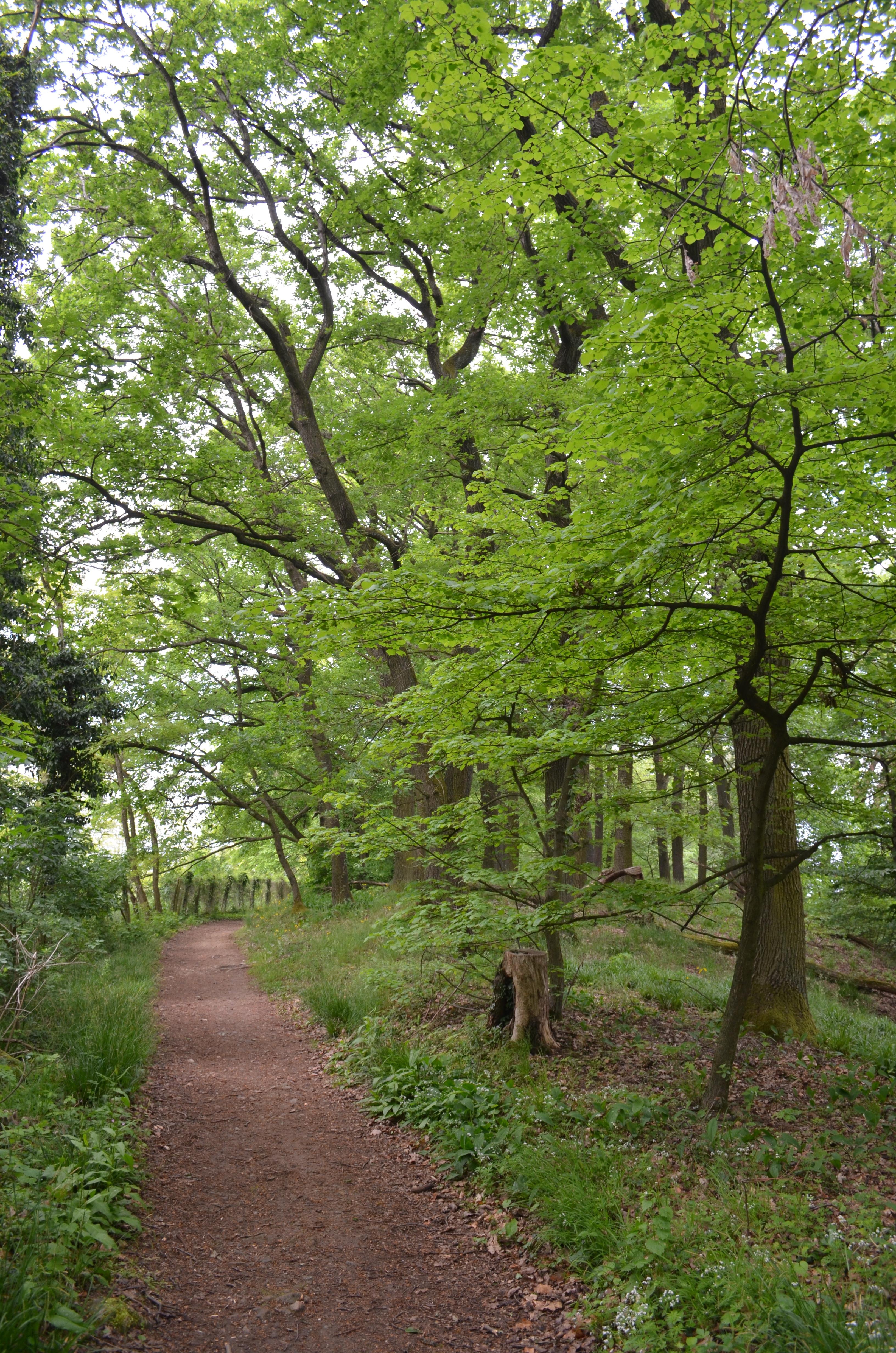
Orbishöhe (2017)
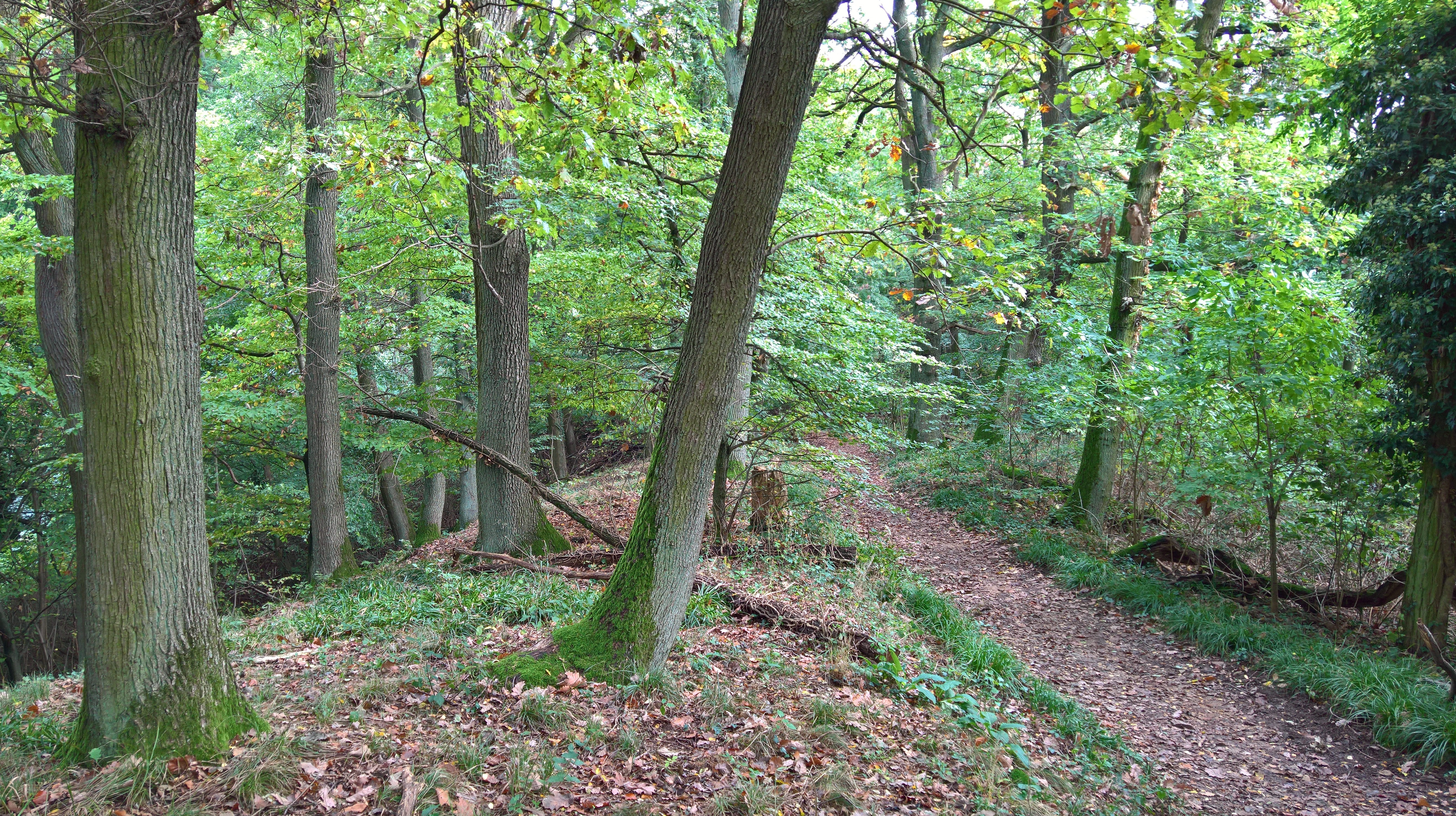
Orbishöhe (2017)